# Sielsowiet Naliboki
Sielsowiet Naliboki (s. nalibocki, biał. Налібоцкі сельсавет, ros. Налибокский сельсовет) – sielsowiet na Białorusi, w obwodzie mińskim, w północno-zachodniej części rejonu stołpeckiego.
Siedzibą sielsowietu jest agromiasteczko Naliboki.

## Demografia
Według spisu z 2009 sielsowiet Naliboki zamieszkiwało 1304 osób, w tym 860 Polaków (65,95%), 405 Białorusinów (31,06%), 30 Rosjan (2,30%), 3 Ukraińców (0,23%) i 6 osób innych narodowości.
Do 2019 liczba ludności spadła do 959 osób. Największymi miejscowościami były wówczas Naliboki (417 mieszkańców), Kleciszcze (142 mieszkańców) i Prudy (135 mieszkańców). Liczba ludności żadnej z pozostałych miejscowości nie przekraczała 74 osób.

## Geografia i transport
Większa cześć sielsowietu położona jest w granicach Nalibockiego Rezerwatu Krajobrazowego. Największą rzeką jest Usa.
Przez sielsowiet jedynie drogi lokalne.

## Historia
W okresie międzywojennym miejscowości współczesnego sielsowietu Naliboki należały do gminy Naliboki w województwie nowogródzkim II Rzeczypospolitej.
Po agresji ZSRR na Polskę utworzono 12 października 1940 utworzono sielsowiet Naliboki w składzie początkowo obwodu baranowickiego, a następnie obwodu mołodeczańskiego. 16 lipca 1954 r. sielsowiet przemianowano na prudzki. W 1962 lub 8 czerwca 1963 sielsowiet Prudy przmianowano na sielsowiet Naliboki.

## Miejscowości
W skład sielsowietu wchodzi 17 miejscowości:
| Polska nazwa miejscowości | Nazwa białoruska                        | Nazwa rosyjska                          | Typ jednostki osadniczej |
| ------------------------- | --------------------------------------- | --------------------------------------- | ------------------------ |
| Barysauka                 | Барысаўка (Barysauka)                   | Борисовка (Borisowka)                   | wieś                     |
| Cielechowszczyzna         | Целяхі (Cielachi)                       | Телехи (Tielechi)                       | wieś                     |
| Kamionka                  | Каменка (Kamienka)                      | Каменка (Kamienka)                      | wieś                     |
| Kleciszcze                | Кляцішча (Klaciszcza)                   | Клетище (Kletiszcze)                    | wieś                     |
| Krzeczoty                 | Крачаты (Kraczaty)                      | Кречеты (Krieczety)                     | wieś                     |
| Kromań                    | Кромань (Kromań)                        | Кромань (Kromań)                        | chutor                   |
| Lażeniec                  | Ляжанец (Lażaniec)                      | Лежанец (Leżaniec)                      | chutor                   |
| Naliboki                  | Налібокі (Naliboki)                     | Налибоки (Naliboki)                     | agromiasteczko           |
| Nieścierowicze            | Несцеравічы (Niescierawiczy)            | Нестеровичи (Niestierowiczi)            | wieś                     |
| Pilnica                   | Пільніца (Pilnica)                      | Пильница (Pilnica)                      | wieś                     |
| Prudziszcze               | Прудзішча (Prudziszcza)                 | Прудище (Prudiszcze)                    | chutor                   |
| Prudy                     | Пруды (Prudy)                           | Пруды (Prudy)                           | wieś                     |
| Rudnia Nalibocka          | Рудня Налібоцкая (Rudnia Nalibockaja)   | Рудня Налибокская (Rudnia Nalibokskaja) | wieś                     |
| Rudnia Pilańska           | Рудня Пільнянская (Rudnia Pilnianskaja) | Рудня Пильнянская (Rudnia Pilnianskaja) | wieś                     |
| Terebejna                 | Церабейнае (Cierabiejnaje)              | Теребейное (Tieriebiejnoje)             | wieś                     |
| Usa                       | Уса (Usa)                               | Усса (Ussa)                             | chutor                   |
| Wojniłowszczyzna          | Вайнілаўшчына (Wajniłauszczyna)         | Войниловщина (Wojniłowszczina)          | wieś                     |